# Anna Büschler
Anna Büschler (* um 1497; † 1551) entstammte dem Stadtadel von Schwäbisch Hall und war eine illustre Person der Haller Stadtgeschichte. Ihre Liebschaften und Rechtsstreitigkeiten beschäftigten selbst das Reichsgericht in Esslingen.

## Leben
Sie war die Tochter des bedeutenden Haller Stättmeisters Hermann Büschler und der Anna Hornburg. Als Beschließerin im Hause des Schenken Götz von Limpurg begann sie ein Verhältnis mit dem jungen Schenken Erasmus von Limpurg (1502–1553). Nach dem Tod ihrer Mutter 1520 wurde sie Haushälterin im Haus des Vaters, der streng alle Brautwerber abwies. In Abwesenheit des Vaters nahm sie dessen Rolle als Stättmeister ein und erregte durch ihre Kleidung und ihren Schmuck Aufsehen und Unmut. Auch in dieser Zeit hielt sie die Beziehung zu Schenk Erasmus aufrecht, der zu jener Zeit eine Kavaliersausbildung an verschiedenen Höfen durchlief und mit dem sie innige Liebesbriefe austauschte. 
Als das Interesse des jungen Schenken nachließ, ging sie ein Verhältnis mit dem jungen Ritter Daniel Treutwein ein. Sie stahl ihrem Vater die Schlüssel und verkaufte gestohlene Frucht und einen Gültbrief über 1200 Gulden, für den Erlös ließ sie sich Kleidung und Schmuck anfertigen. Der Vater verjagte sie darauf aus dem Haus. Anna wiederum verklagte den Vater vor dem Reichsgericht in Esslingen zur Herausgabe des mütterlichen Erbteils, doch der Vater erwirkte ein Mandat, das ihn dazu berechtigte, sie dingfest zu machen. Büschler konnte seine Tochter schließlich auffinden, brachte sie gefesselt nach Hall zurück und ließ sie an einem großen Eichentisch anketten. Der Haller Rat enthob Büschler darauf wegen des Eingriffs in ein laufendes Reichsgerichtsverfahren von seinem Ratssitz. Anna kam frei und floh nach Heilbronn, von wo aus sie in Rottweil und vor dem Kammergericht gegen den Vater klagte. Danach heiratete sie den verarmten Adligen Hans von Leuzenbrunn. 
Nach dem Tod des Vaters und des Ehemanns 1543 trachteten Annas Geschwister nach einer Beilegung der Streitigkeiten um Anna, sie bezahlten ihr 1200 Gulden zur Deckung ihrer Schulden und vereinbarten ein Leibgeding von jährlich 80 Gulden sowie Nahrung und Wein. Da Annas Schulden wohl deutlich höher waren, beanstandete sie den mit den Geschwistern geschlossenen Vertrag und behauptete, bei der Unterzeichnung betrunken gewesen zu sein. Der Haller Rat lud sie zum Gerichtstermin, ohne Freies Geleit anzubieten. So wurde sie auf dem Weg nach Hall an der Münkheimer Steige verhaftet. Nach sechs Wochen Haft im Neuen Turm und im Haller Spital gelang ihr beim Einbau von Gitterfenstern in ihrem Gemach die Flucht. Sie wandte sich nach Neuenstein unter den Schutz der Fürsten von Hohenlohe und heiratete Johann von Sproland. Sie klagte erneut gegen den Haller Rat und erwirkte einen kaiserlichen Befehl zur Auszahlung des Leibgedings. Sie starb 1551 inmitten laufender Prozesse, ihr Witwer führte den Rechtsstreit noch über ihren Tod hinaus fort.